# Cephalotes texanus
 (avril 2018).
Si vous disposez d'ouvrages ou d'articles de référence ou si vous connaissez des sites web de qualité traitant du thème abordé ici, merci de compléter l'article en donnant les références utiles à sa vérifiabilité et en les liant à la section « Notes et références ».
Espèce
Cephalotus texanus est une espèce de fourmis qui a la particularité d’occuper les galeries forées par des insectes xylophages ; elle est localisée au Texas et au Mexique.
Certaines espèces du genre Cephalotes, fourmis arboricoles qui compte plus de 130 espèces, ont des majors, qui ont la tête en forme de bouclier circulaire, (disque céphalique). Très robuste, ces dernières se servent de leurs têtes pour bloquer l’entrée du nid. Elles occupent des galeries qui ont été creusées par des insectes xylophages comme les Cerambycidae, elles ne creusent donc pas de nid.
En plus du disque céphalique, elles possèdent sur le dessus du thorax une carène dentelée. La fourmi (soldat) appuie cette carène sur la paroi supérieure de la galerie en faisant pression à l’aide de ses pattes, améliorant ainsi le blocage de l’entrée du nid. Les antennes, fragiles, sont situées directement en dessous des yeux composés et à l’arrière du bouclier, ce qui les protège.
Ce phénomène d’adaptation morphologique pour bloquer l’entrée du nid et son comportement remarquable est appelé phragmose ; l'entomologiste suisse Felix Santschi a été le premier à le décrire et le nommer en 1919.

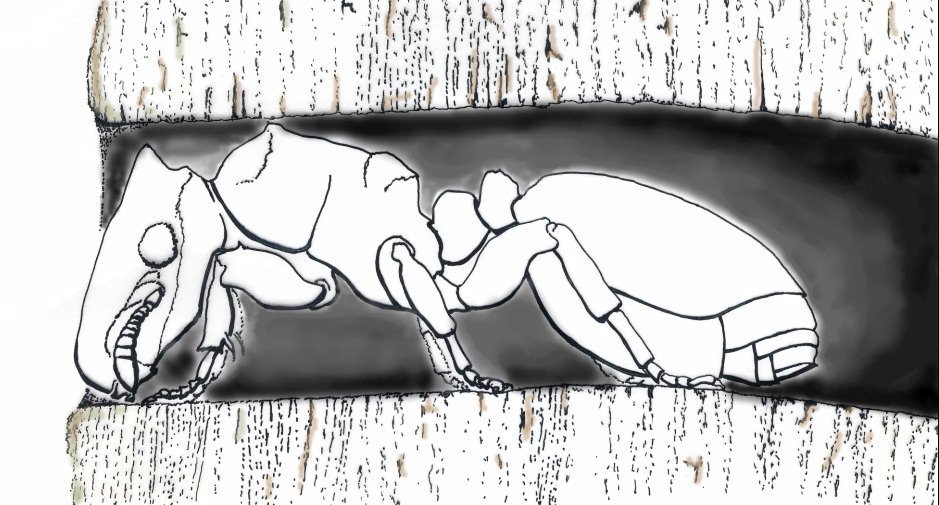
Vue en coupe de Cephalotes texanus qui bloque l'entrée du nid.

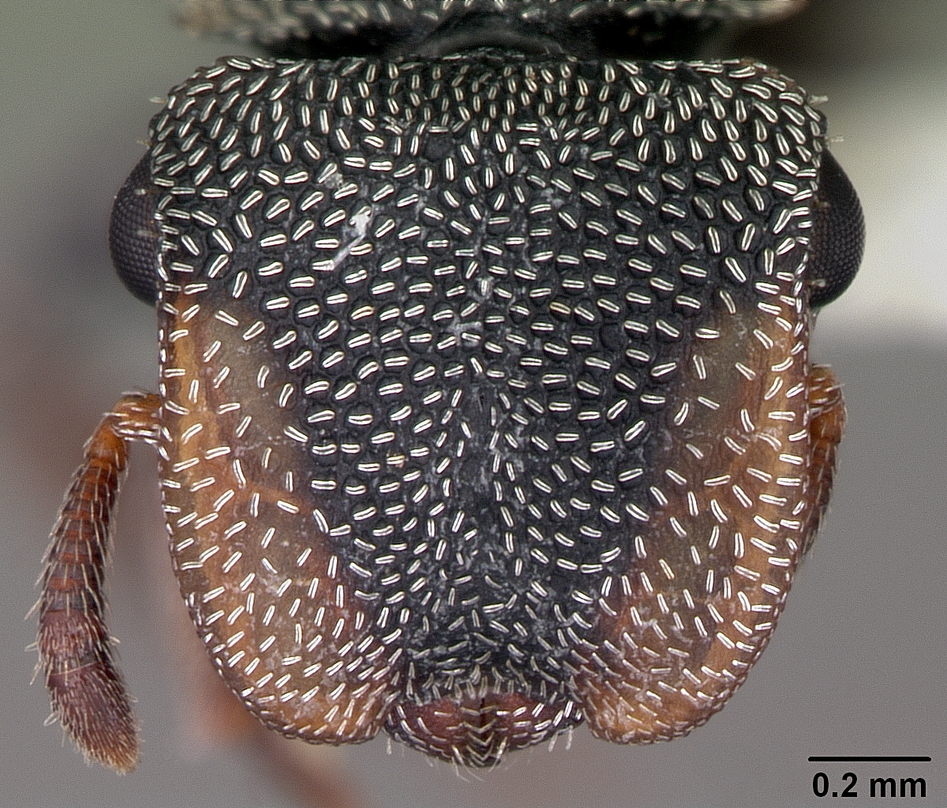
Phénomène de phragmose vu de face.

## Liste des espèces deCephalotes
Voir Cephalotes (Zacryptocerus)